# Huis te Peize

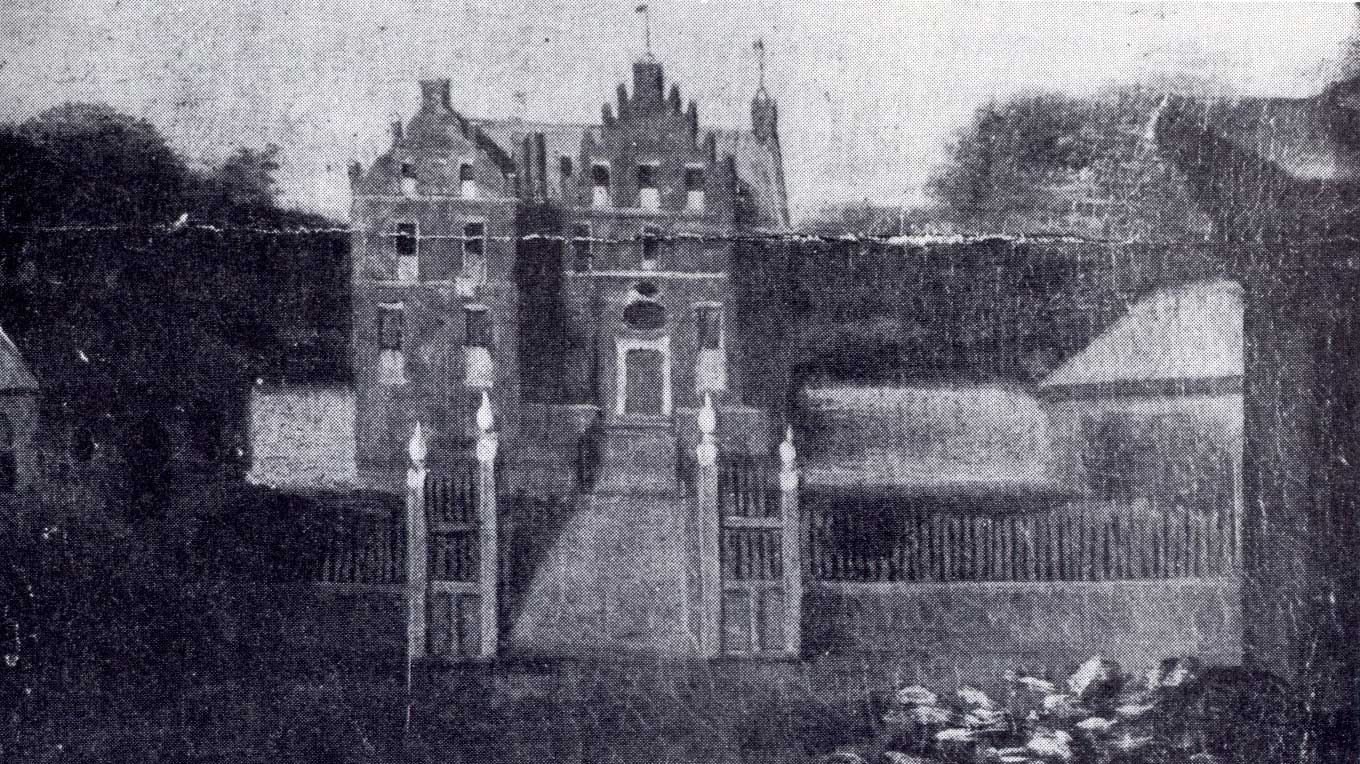
De havezate Huis te Peize detail van een schilderij van Herman Collenius in 1706

Het Huis te Peize was een  havezate in de Drentse plaats Peize in het dingspel Noordenveld.
Het Huis te Peize werd gebouwd in het begin van de 16e eeuw in opdracht van Wigbolt Lewe en zijn echtgenote Wobbe ten Grave. Zijn zoon Joost van Lewe was eigenaar van het huis toen het tijdens de Tachtigjarige Oorlog in 1582 werd belegerd. Het huis bleef ongedeerd, maar het schathuis werd door Westfriese troepen verwoest. Na het overlijden van de zoon van Joost, Wigbolt, kwam het Huis te Peize door vererving in het bezit van Adolf Ripperda. Deze slaagde erin om enkele vergaderingen van de Etstoel te verplaatsen naar deze havezate in Peize, in plaats van de gebruikelijke vergaderplaatsen, de Jacobuskerk van Rolde en de Magnuskerk in Anloo. In 1625 vond in het Huis te Peize de buitengewone Landdag plaats, waar na het overlijden van prins Maurits, Ernst Casimir als de nieuwe stadhouder van Drenthe werd gekozen. 
Het Huis te Peize was een van de grootste havezaten van Drenthe. Dat blijkt uit het feit dat er ruimte geboden kon worden aan de vergaderingen van de Etstoel en de Landdag. Bij taxaties in de 17e eeuw was alleen Oldenhave in Ruinen hoger gewaardeerd. 
In 1652 kwam het Huis te Peize in het bezit van leden van de familie De Coninck. Zij zouden de havezate tot 1795 bewonen. In dat jaar werd het Huis ter Peize door de erfgenamen verkocht aan onder meer Petrus Hofstede, de latere gouverneur van Drenthe. Het huis wisselde nog enkele malen van eigenaar. De schulte van Peize, Jan Willinge was een van de laatste bewoners. Na zijn overlijden hertrouwde zijn weduwe met de houtkoopman en timmerman Geert Kemkers. Deze brak de havezate voor 1818 af en gebruikte het bouwmateriaal voor een nieuwe woning op het terrein van de havezate. De door Kemkers gebouwde woning bevindt zich nog steeds aan de Brinkweg te Peize.
Huis te Ansen · Batinge · Ter Borch · Huis ten Clooster · Kasteel van Coevorden · Dunningen · Huis te Echten · Entinge · Huis ter Hansouwe · Havixhorst · De Kinkhorst · De Klencke · Laarwoud · Lemferdinge · Mensinga · Mensinge · Oldengaerde · Oldenhave · Overcinge · Huis te Peize · Rheebruggen · Huis te Westervelde · Vledderinge · Westrup · Wittesheuvel